# داملانگ
داملانگ (به لاتین: Dumlong) یک کوه در بنگلادش است که در Belaichhari Upazila واقع شده‌است. داملانگ ۱٬۰۱۰ متر بالاتر از سطح دریا واقع شده‌است.